# Alto Hospicio
Alto Hospicio est une ville et une commune du Chili située dans la Province d'Iquique qui fait partie de la région de Tarapacá au nord du Chili.

## Géographie
Alto Hospicio est construite dans le désert d'Atacama, sur les hauteurs qui surplombent la ville portuaire d'Iquique. Elle forme avec cette dernière une conurbation (es).

### Démographie
En 2016, sa population s'élevait à 118 413 habitants. La superficie de la commune est de 573 km2 (densité de 207 hab./km2).